# 包包 (單曲)
《包包》，日本女性創作歌手aiko的第15張單曲。2004年4月28日發行。

## 簡介
前作《髮際》約半年之後發行。
2008年5月14日，和《髮際》兩張單曲的通常盤CD重發。

## 收錄曲目
1. 包包
作詞、作曲：AIKO；編曲：島田昌典
2. 貓
作詞、作曲：AIKO；編曲：島田昌典
3. Video Game（テレビゲーム）
作詞、作曲：AIKO；編曲：吉俣良
4. 包包（insturumental）

## 外部連結
- 唱片介紹